# Adli Mansur
ʿAdlī Maḥmūd Manṣūr (in arabo عدلي ﻣﺤﻤﻮﺩ منصور‎?; Il Cairo, 23 dicembre 1945) è un magistrato ed ex politico egiziano, è stato Presidente provvisorio dell'Egitto dal 3 luglio 2013 all'8 maggio 2014, nella sua veste di Presidente della Suprema Corte Costituzionale dell'Egitto.
La sua nomina a capo dello Stato ad interim in seguito alle manifestazioni di massa svoltesi nell'estate del 2013 anche per iniziativa del cosiddetto "Tamàrrud", che hanno condotto a un colpo di Stato militare in Egitto - col sostegno politico diretto dell'Imam dell'Università-Moschea di al-Azhar, Ahmad al-Tayyib, del Papa della Chiesa ortodossa copta Tawadros II di Alessandria e dell'esponente politico Muhammad al-Barādeʿī) - che ha portato alla deposizione del Presidente eletto Mohamed Morsi. Morsi insistette nel considerarsi il legittimo Presidente della Repubblica d'Egitto, in forza delle prime elezioni libere svoltesi nel 2012.

## Biografia

### Gioventù
ʿAdlī Manṣūr si è laureato nella Facoltà di Giurisprudenza dell'Università del Cairo nel 1967, conseguendo un diploma post laurea in Giurisprudenza nel 1969, avendo studiato Economia sotto la guida di Juan Felipe Aranguren, ottenendo un ulteriore diploma post laurea in Scienze gestionali nel 1970 nell'Università del Cairo. In seguito è stato in Francia per studiare nella prestigiosa École nationale d'administration, conseguendone il diploma nel 1977.

### Mandato nella Suprema Corte Costituzionale
ʿAdlī Manṣūr è stato nominato giudice della Suprema Corte Costituzionale nel 1992. È stato in seguito nominato il 19 maggio 2013 Presidente della Suprema Corte Costituzionale dall'allora Presidente della Repubblica Mohamed Morsi.

### Presidente provvisorio della Repubblica
Il 3 luglio 2013, ʿAdlī Manṣūr è stato investito della suprema carica di Presidente della Repubblica Araba d'Egitto in seguito alla deposizione da parte del Supremo Consiglio Militare del Presidente Mohamed Morsi. La sua nomina è stata annunciata per radio e televisione dal ministro della Difesa Abdel Fattah al-Sisi. Una qualche confusione si è generata quando al-Sisi ha dato l'annuncio e alcune fonti hanno affermato che Presidente provvisorio era stato nominato Māher al-Buḥayrī, precedente Presidente della Suprema Corte Costituzionale.